# Seznam premiérů Malty
Seznam premiérů Malty představuje chronologický přehled osob, které stály v čele vlády Maltské republiky. Dvakrát, mezi 2. listopadem 1933 až 4. listopadem 1947, a opět mezi 26. dubnem 1958 až 5. březnem 1962, byl tento vrcholný úřad výkonné moci zrušen.

## Přehled premiérů
| Premiér                                                   | Premiér                             | Premiér                | Období v úřadu | Období v úřadu  | Období v úřadu    | Období v úřadu    | Politická strana       |
| č.                                                        | fotografie                          | osoba                  | č.             | volby           | nástup            | odchod            | Politická strana       |
| --------------------------------------------------------- | ----------------------------------- | ---------------------- | -------------- | --------------- | ----------------- | ----------------- | ---------------------- |
| 1.                                                        |                                     | Joseph Howard          |                | 1921            | 26. října 1921    | 13. října 1923    | Maltská politická unie |
| 2.                                                        |                                     | Francesco Buhagiar     |                | —               | 13. října 1923    | 22. září 1924     | Maltská politická unie |
| 3.                                                        | Ugo Pasquale Mifsud                 | Ugo Pasquale Mifsud    | 1.             | 1924            | září 1924         | srpen 1927        | Nacionalistická strana |
| 4.                                                        |                                     | Gerald Strickland      |                | 1927            | srpen 1927        | 21. června 1932   | Konstituční strana     |
| (3.)                                                      | Ugo Pasquale Mifsud                 | Ugo Pasquale Mifsud    | 2.             | 1932            | 21. řervna 1932   | 2. listopadu 1933 | Nacionalistická strana |
| Mezi 2. listopadem 1933 až 4. listopadem 1947 úřad zrušen |                                     |                        |                |                 |                   |                   |                        |
| 5.                                                        | Paul Boffa                          | Paul Boffa             |                | 1947            | 4. listopadu 1947 | 15. října 1949    | Labouristická strana   |
| 5.                                                        | Paul Boffa                          | Paul Boffa             |                | —               | 15. října 1949    | 26. září 1950     | Strana pracujících     |
| 6.                                                        | Enrico Mizzi                        | Enrico Mizzi           |                | 1950            | 26. září 1950     | 20. prosince 1950 | Nacionalistická strana |
| 7.                                                        | Giorgio Borg Olivier                | Giorgio Borg Olivier   | 1.             | —               | 20. prosince 1950 | květen 1951       | Nacionalistická strana |
| 7.                                                        | Giorgio Borg Olivier                | Giorgio Borg Olivier   | 2.             | 1951            | květen 1951       | 1953              | Nacionalistická strana |
| 7.                                                        | Giorgio Borg Olivier                | Giorgio Borg Olivier   | 3.             | 1953            | 1953              | 11. března 1955   | Nacionalistická strana |
| 8.                                                        | Obrázek této osoby není k dispozici | Dom Mintoff            | 1.             | 1955            | 11. března 1955   | 26. dubna 1958    | Labouristická strana   |
| Mezi 26. dubnem 1958 až 5. březnem 1962 úřad zrušen       |                                     |                        |                |                 |                   |                   |                        |
| (7.)                                                      | Giorgio Borg Olivier                | Giorgio Borg Olivier   | 4.             | 1962            | 5. března 1962    | březen 1966       | Nacionalistická strana |
| (7.)                                                      | Giorgio Borg Olivier                | Giorgio Borg Olivier   | 5.             | 1966            | březen 1966       | 21. června 1971   | Nacionalistická strana |
| (8.)                                                      | Obrázek této osoby není k dispozici | Dom Mintoff            | 2.             | 1971            | 21. června 1971   | 18. září 1976     | Labouristická strana   |
| (8.)                                                      | Obrázek této osoby není k dispozici | Dom Mintoff            | 3.             | 1976            | 18. září 1976     | 12. prosince 1981 | Labouristická strana   |
| (8.)                                                      | Obrázek této osoby není k dispozici | Dom Mintoff            | 4.             | 1981            | 12. prosince 1981 | 22. prosince 1984 | Labouristická strana   |
| 9.                                                        | Obrázek této osoby není k dispozici | Karmenu Mifsud Bonnici |                | —               | 22. prosince 1984 | 12. května 1987   | Labouristická strana   |
| 10.                                                       |                                     | Eddie Fenech Adami     | 1.             | 1987            | 12. května 1987   | 22. února 1992    | Nacionalistická strana |
| 10.                                                       | 2.                                  | Eddie Fenech Adami     | 1992           | 22. února 1992  | 28. října 1996    |                   | Nacionalistická strana |
| 11.                                                       | Obrázek této osoby není k dispozici | Alfred Sant            |                | 1996            | 28. října 1996    | 6. září 1998      | Labouristická strana   |
| (10.)                                                     |                                     | Eddie Fenech Adami     | 3.             | 1998            | 6. září 1998      | 12. dubna 2003    | Nacionalistická strana |
| (10.)                                                     | 4.                                  | Eddie Fenech Adami     | 2003           | 12. dubna 2003  | 23. března 2004   |                   | Nacionalistická strana |
| 12.                                                       |                                     | Lawrence Gonzi         | 1.             | —               | 23. března 2004   | 10. března 2008   | Nacionalistická strana |
| 12.                                                       | 2.                                  | Lawrence Gonzi         | 2008           | 10. března 2008 | 11. března 2013   |                   | Nacionalistická strana |
| 13.                                                       | Joseph Muscat                       | Joseph Muscat          | 1.             | 2013            | 11. března 2013   | 3. června 2017    | Labouristická strana   |
| 13.                                                       | Joseph Muscat                       | Joseph Muscat          | 2.             | 2017            | 3. června 2017    | 13. ledna 2020    | Labouristická strana   |
| 14.                                                       |                                     | Robert Abela           |                |                 | 13. ledna 2020    |                   | Labouristická strana   |